# Тендърлойн
Тендерлойн (Tenderloin) е квартал в град-окръг Сан Франциско, щата Калифорния, САЩ. Тендерлойнът е с репутацията на един от най-престъпните квартали в Сан Франциско. Интересно е да се отбележи, че се намира на много централно място до престижни места като площад Юниън Скуеър например.